# Fajãzinha
Fajãzinha – parafia (freguesia) gminy Lajes das Flores. W 2011 miejscowość była zamieszkiwana przez 76 mieszkańców.